# Rudolf Stingel
Rudolf Stingel (Meran, 1956) is een Italiaans kunstenaar van vooral conceptuele kunst.

## Biografie
Woont deels in Meran en deels in New York.

## Tentoonstellingen
Een selectie van enkele vooraanstaande tentoonstellingen
- 1999 - Biënnale van Venetië
- 2003 - Biënnale van Venetië
- 2007 - Museum of Contemporary Art (Chicago) en Whitney Museum of American Art
- 2019 - Fondation Beyeler

- Auckland Art Gallery Toi o Tāmaki: 7827
- Bibliothèque nationale de France: cb155874721 (data)
- Gemeinsame Normdatei: 119170558
- International Standard Name Identifier: 0000 0000 7861 7538
- Library of Congress Control Number: n95042645
- Nationale Bibliotheek van Israël: 987007354498905171
- Nederlandse Thesaurus van Auteursnamen: 320704289
- RKD-Nederlands Instituut voor Kunstgeschiedenis: 226397
- Istituto Centrale per il Catalogo Unico: CFIV193372
- SNAC: w61v85fp
- Système universitaire de documentation: 063874881
- Union List of Artist Names: 500126270
- Virtual International Authority File: 96612513
- WorldCat: E39PBJgt3RhkKM3vfXM8fC6Myd